# Skogsgeting
Skogsgeting (Dolichovespula sylvestris) är en social geting som förekommer i Eurasien och Nordafrika.

## Kännetecken
Skogsgetingen har svart och gul färgteckning. Huvudet och mellankroppen är övervägande svarta med gula teckningar. Bakkroppen är svart med tvärgående gula band, den teckning som är typisk för många sociala getingar. Längden är 13–15 millimeter för arbetare, 15–19 millimeter för drottningar och 14–16 millimeter för hanar.

## Utbredning
Arten förekommer i Europa och Nordafrika och vidare österut genom Asien till Sibirien och Kina. Arten förekommer i Norden i Sverige (södra och mellersta delen, sällsynt i norr), Finland (främst södra och mellersta delen), Norge (södra delen och i området kring Trondheim) och Danmark (allmän).

## Ekologi
Arten är främst knuten till skogar, i södra delarna av utbredningsområdet gärna lövskogar. Den är eusocial, den bildar samhällen med drottning och arbetare. Boet byggs ofta i ihåliga träd, i håligheter i murar, i husväggar eller i grunda hålor i jorden.
Under försommaren kommer de övervintrande honorna fram; de första arbetarna kommer fram kring midsommar och de första ungdrottningarna i augusti. Under sensommaren flyger årets hanar för att para sig med ungdrottningarna. Hanarna dör strax därefter, medan arbetarna kan flyga ända in i september. Samhällena är ettåriga: Endast ungdrottningarna övervintrar för att grunda nya samhällen följande vår, medan alla andra medlemmar dör.
En snyltgeting, skogssnyltgeting (Dolichovespula omissa), lever som boparasit hos skogsgeting.